# Тинахерос
Тинахерос (исп. Tinajeros) — муниципалитет в Испании, входит в провинцию Альбасете, в составе автономного сообщества Кастилия-Ла-Манча. Население — 303 человека. Расстояние — 10,9 км до административного центра провинции.